# Chemin de fer de Tanfield

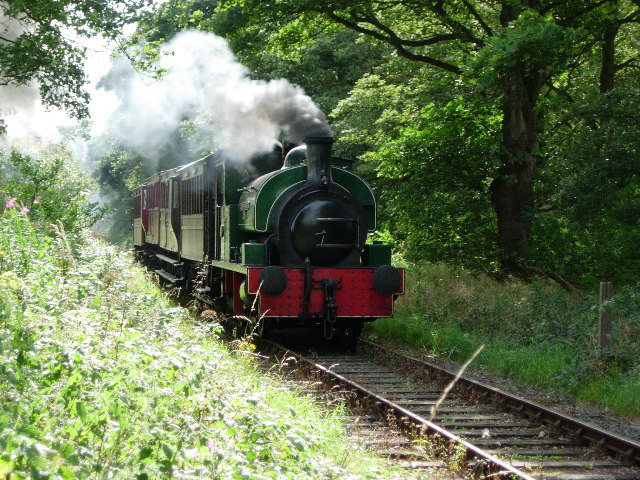
Le Tanfield Railway dans le Comté de Durham.

Le chemin de fer de Tanfield, dans le comté de Durham, en Angleterre, est le plus ancien du monde, édifié en 1727 dans la région de Newcastle par une association de producteurs charbonniers de la région, pour relier les mines des collines au fleuve Tyne.
Le réseau est construit en reprenant des tronçons de rails qui existaient auparavant, la voie permet en particulier d'augmenter la production de Tanfield Moor et d'autres mines de charbon. 
Construit à une époque où n'existait pas encore de locomotives, mais simplement des wagonnets circulant sur des rails en bois avec l'aide de la traction humaine ou animale, vite remplacés par des rails en fer, le Chemin de fer de Tanfield emprunte l'Arche de Causey, haute de 20 mètres, à l'endroit où il franchit une étroite vallée.
Long de huit miles, des collines de Tanfield et Marley au terminal charbonnier de Dunston, en utilisant la gravité naturelle du parcours, la ligne est reprise au XIXe siècle par la société Brandling Junction Railway et ferme en 1964. La partie la plus ancienne de la ligne daterait de 1650.